# اختلال عملکرد اندام
اختلال عملکرد اندام وضعیتی است که در آن یک عضو عملکرد مورد انتظار را انجام نمی‌دهد. نارسایی اندام اختلال عملکرد اندام تا حدی است که بدون مداخله بالینی خارجی یا حمایت از زندگی نمی‌توان هموستاز طبیعی را حفظ کرد. این یک تشخیص طبی نیست. می‌توان آن را بر اساس علت طبقه‌بندی کرد، اما زمانی که علت آن مشخص نیست، می‌توان آن را بر اساس مزمن یا حاد بودن حمله نیز طبقه‌بندی کرد.
نارسایی اندام‌های متعدد می‌تواند با سپسیس همراه باشد و اغلب کشنده است. کشورهایی مانند اسپانیا به دلیل جمعیت زیاد سالمندان در آنجا، خطر مرگ و میر افزاینده را نشان داده است. ابزارهایی وجود دارد که پزشکان هنگام تشخیص نارسایی اندام‌های متعدد و پیش‌بینی نتیجه، از آنها استفاده می‌کنند. نمره ارزیابی نارسایی متوالی ارگان (SOFA) از مقادیر اولیه آزمایشگاهی در زمان بستری شدن بیمار (در عرض ۲۴ ساعت) برای پیش‌بینی پیامدهای کشنده برای بیمار مورد استفاده قرار می‌گیرد.